# صموئيل أدلر (ملحن)
صموئيل أدلر (بالألمانية: Samuel Adler)‏ هو عالم موسيقى وملحن ألماني وأمريكي، ولد في 4 مارس 1928 في مانهايم في ألمانيا.

## وصلات خارجية
- الموقع الرسمي
- صموئيل أدلر على موقع ميوزك برينز (الإنجليزية)
- صموئيل أدلر على موقع ديسكوغز (الإنجليزية)